# Déesse de la Démocratie
La Déesse de la Démocratie est une sculpture réalisée par des étudiants de l'école nationale des beaux-arts de Pékin dans les derniers jours des manifestations de la place Tian'anmen en 1989, mouvement d'étudiants, d'intellectuels et d'ouvriers chinois, qui dénonçaient la corruption et demandaient des réformes politiques et démocratiques.
Après sa destruction par l'armée populaire de libération lors de la reprise de la place, la sculpture a été reproduite à San Francisco Washington, Vancouver, Hong Kong et Toronto.

## Contexte
Le 19 mai 1989, Zhao Ziyang, Secrétaire général du Parti communiste chinois, fait une intervention sur la place Tiananmen et engage des négociations avec les étudiants grévistes. Le jour même de cette intervention, il est arrêté, à l'initiative de la faction dure du Parti communiste chinois et assigné à résidence. La loi martiale est décrétée dans la nuit du 19 mai au 20 mai. Les troupes de l'armée qui ceinturent Pékin avec 200 000 hommes sont stoppées par les manifestants et pactisent avec eux. Ces troupes sont alors retirées le 25 mai.
Pendant près de cinq jours, les manifestants pensent avoir obtenu gain de cause. Apprenant que leurs homologues de Shanghaï avaient transporté une réplique de la Statue de la Liberté jusqu'à la mairie de leur ville, les étudiants contactent l'Académie centrale des Beaux-Arts, laquelle accepte de faire une statue similaire. Baptisée Déesse de la Démocratie, elle est érigée sur la place Tiananmen. Le mouvement de protestation, qui montrait des signes de lassitude et de découragement, s'en trouve revigoré. Les manifestants se regroupent autour de ce symbole et chantent L'Internationale mais le pouvoir n'est guère impressionné,. Ses haut-parleurs mettent en garde : « Cette statue est illégale. Elle n'a pas l'approbation du gouvernement. Même aux États-Unis, il faut une autorisation pour ériger une statue. ».
De nouvelles troupes interviennent pour engager la répression à partir du 30 mai, elles rentrent dans Pékin le 2 juin. L'enthousiasme suscité par l'érection de la statue ne dure pas et le mouvement s'effiloche dans les premiers jours de juin.

## Description

### Désignation
Selon Dru C. Gladney, la « statue de la Démocratie » a été déifiée en chinois en « Déesse de la Démocratie » (Ziyou Nushen) de la même manière que l'expression « statue de la Liberté » devient en chinois « Déesse de la Liberté ».

### Inspiration
La Déesse de la Démocratie, haute de 10 mètres, a été construite en polystyrène et en plâtre, sur une armature métallique. Plutôt que de faire appel à des motifs artistiques chinois traditionnels, cette figure tout en blanc d'une femme portant une torche et aux cheveux balayés par le vent, s'inspire principalement de la statue de la Liberté américaine (de son vrai nom « La Liberté éclairant le monde »), due au sculpteur français Frédéric Auguste Bartholdi. Cependant, alors que son homologue de New York brandit sereinement sa torche, la Déesse de la démocratie agrippe la sienne des deux mains, manifestant ainsi à la fois l'idéal de la démocratie américaine et la nature précaire du mouvement démocratique chinois. Ces différences ont été voulues par les étudiants, soucieux de ne pas faire une copie intégrale de la statue américaine comme celle qui avait été promenée dans les rues de Shanghaï à la mi-mai.

### Édification
Construites par les divers instituts d'art de Pékin en seulement 4 jours à partir du 27 mai, les sept parties qui la composent sont transportées et assemblées dans la nuit du lundi 29 au mardi 30 mai, entre deux symboles du régime, le Monument aux Héros du Peuple et le tableau géant de Mao Zedong. Ce dernier avait été barbouillé de peinture par trois manifestants dont le journaliste Yu Dongyue. Les auteurs de la statue ont délibérément donné à celle-ci la taille la plus grande possible pour en rendre l'enlèvement difficile.

### Impact
Apparue juste au moment où le mouvement montrait des signes d'essoufflement, la déesse a incité une foule de badauds et de partisans à se rendre sur la place pour la voir. Parmi ces nouveaux venus, des jeunes qui avaient eu maille à partir avec l'appareil de l'État ou qui avaient été maltraités par des policiers et qui avaient un compte à régler. Ces jeunes auraient été responsables d'une partie des violences survenues dès le 22 avril à Xi'an (Shaanxi) et à Changsha (Hunan) et le 3 juin à Pékin.

### Destruction
Lors de la reprise de la place par l'armée populaire de libération dans la nuit du 3 au 4 juin, la Déesse de la Démocratie essuie les coups de boutoir d'une voiture blindée. Au premier coup, elle oscille mais ne tombe pas. Il faut encore trois ou quatre coups pour qu'elle bascule de son socle en bois et tombe à terre, où elle est taillée en pièces par les soldats,,.

## Suites

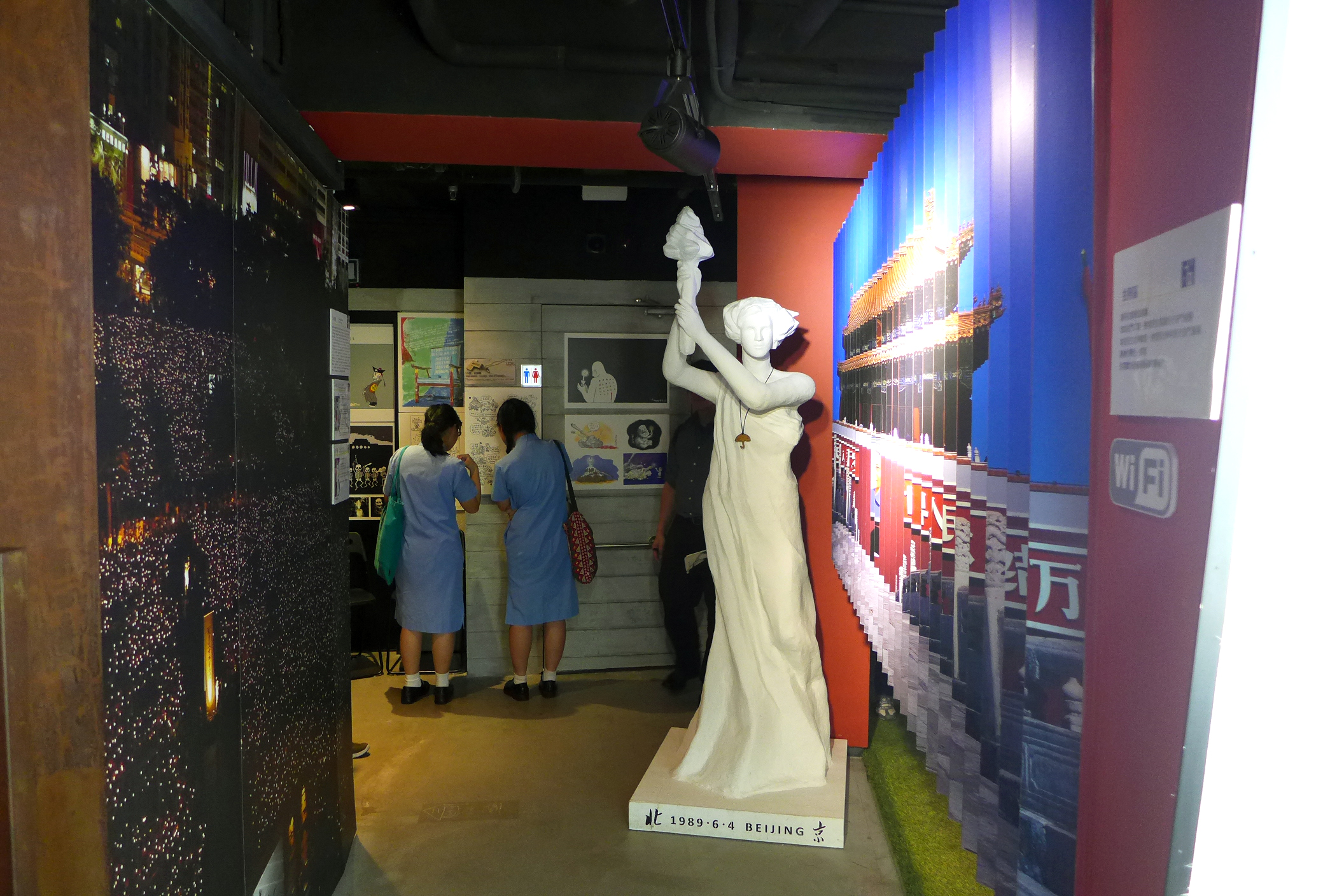
Reproduction de le Déesse de la Démocratie au sein du musée du 4 juin

Deux semaines plus tard, le 18 juin, une nouvelle Déesse de la démocratie est édifiée à Hong Kong. Un documentaire réalisé par des cinéastes hongkongais sur la construction de ce nouvel avatar, se heurte au refus de tous les cinémas commerciaux de la ville de le passer.
En 1990, le bateau « La Déesse de la démocratie » devait se rendre à Taiwan pour rejoindre les eaux internationales et émettre des messages en faveur de la démocratie. L'opération sera un échec, l'émetteur radio n'ayant pas été livré et Taïwan refusant d'accueillir le bateau.
En 2010, lors de la commémoration des événements de Tianamen de 1989 à Hong Kong, une statue de la liberté, inspirée de la Déesse de la démocratie, est installée dans un centre commercial puis au sein d'un campus universitaire. Chen Weiming, l'auteur de la sculpture, venu pour participer à la commémoration, est refoulé à son arrivée à Hong Kong.

## Analyses
Pour les universitaires Mireille Delmas-Marty et Pierre-Étienne Will, la jeunesse chinoise s'approprie une déesse étrangère, légèrement sinisée avec des yeux bridés, symbole d'idéaux démocratiques comme la lutte contre la corruption des élites, la liberté de la presse, l'émergence d'organisations sociales indépendantes.
Pour Kenneth C. Petress, les dirigeants de la Chine ont vu se profiler, à travers la statue et le choix de son emplacement, des perspectives qu'ils ne pouvaient tolérer : l'individualisme à l'occidentale, l'influence de l'Occident dans les décisions du gouvernement, la soumission de l'économie chinoise aux intérêts occidentaux, l'érosion du pouvoir et de l'autorité des dirigeants, le développement de l'anarchie. Pour les cercles du pouvoir, l'irruption de la Déesse a été la dernière goutte qui a fait déborder le vase, ressoudant les dirigeants effrayés, renforçant les partisans de la ligne dure et déclenchant l'intervention finale. Deng Xiaoping aurait déclaré que la statue des étudiants profanait le site, à ses yeux sacré, de la place Tienanmen.

## Répliques
- À San Francisco, dans le quartier chinois, la statue de la déesse de la Démocratie est érigée dans le square de Portsmouth[19].
- Une reproduction de la sculpture de la déesse de la Démocratie a été exposée dans le musée du 4 juin de Hong Kong[20], ouvert en avril 2014 et fermé en juillet 2016.
- À Washington, le Mémorial des victimes du communisme reprend la sculpture de la Déesse de la Démocratie[21].

## Galerie

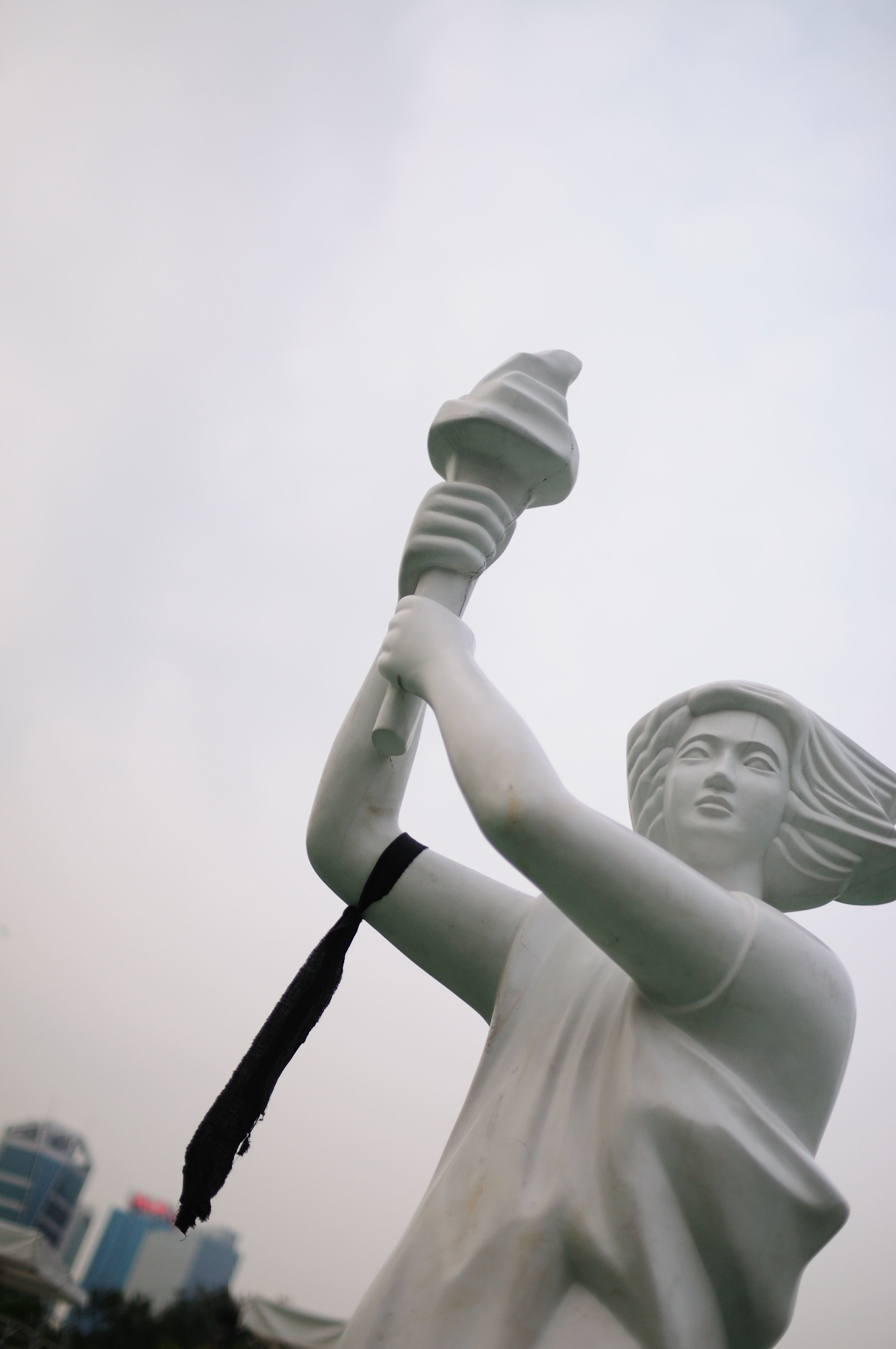
Première Déesse de la Démocratie de Hong Kong en 2010
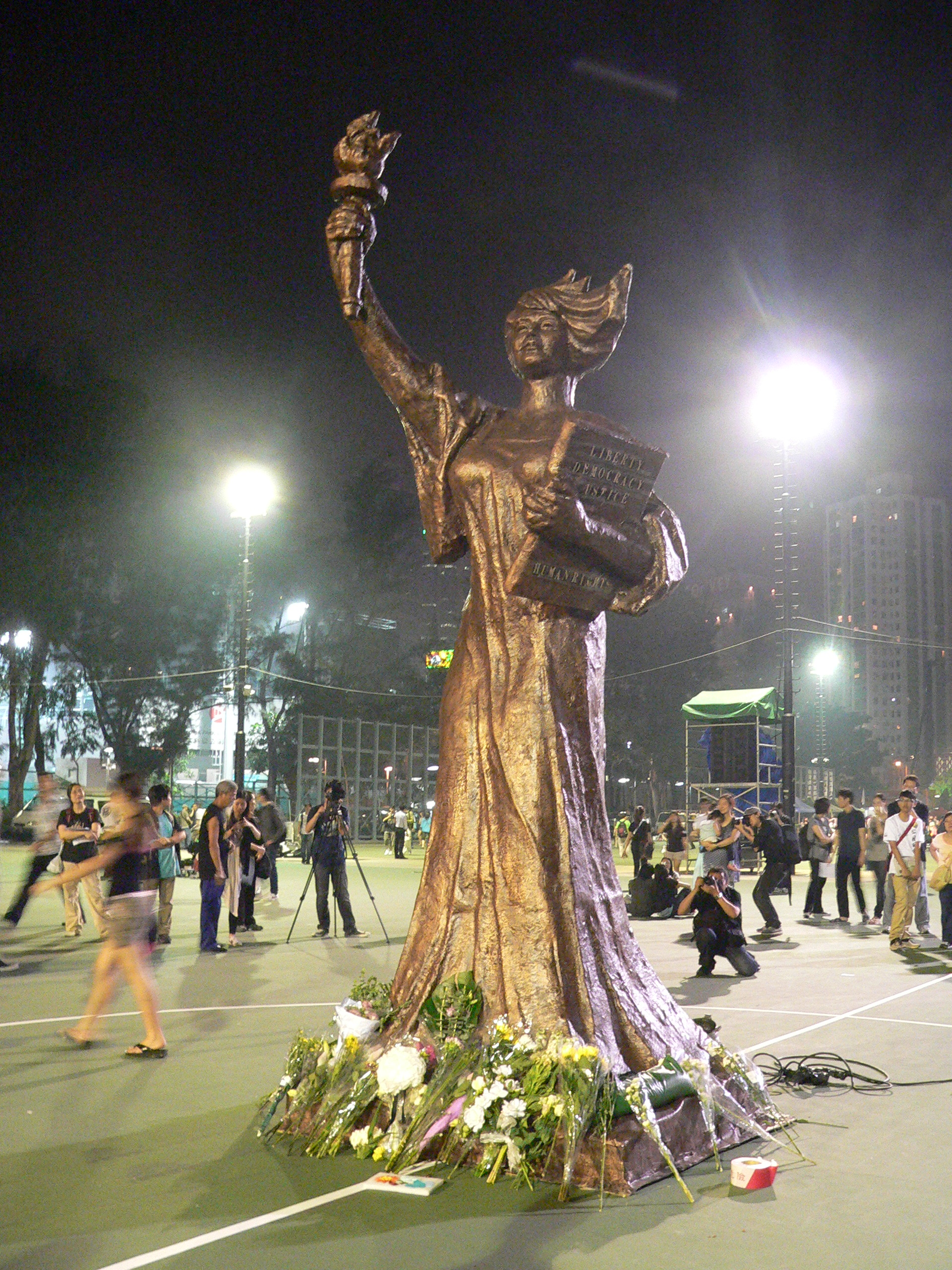
Deuxième Déesse de la Démocratie de Hong Kong en 2010.
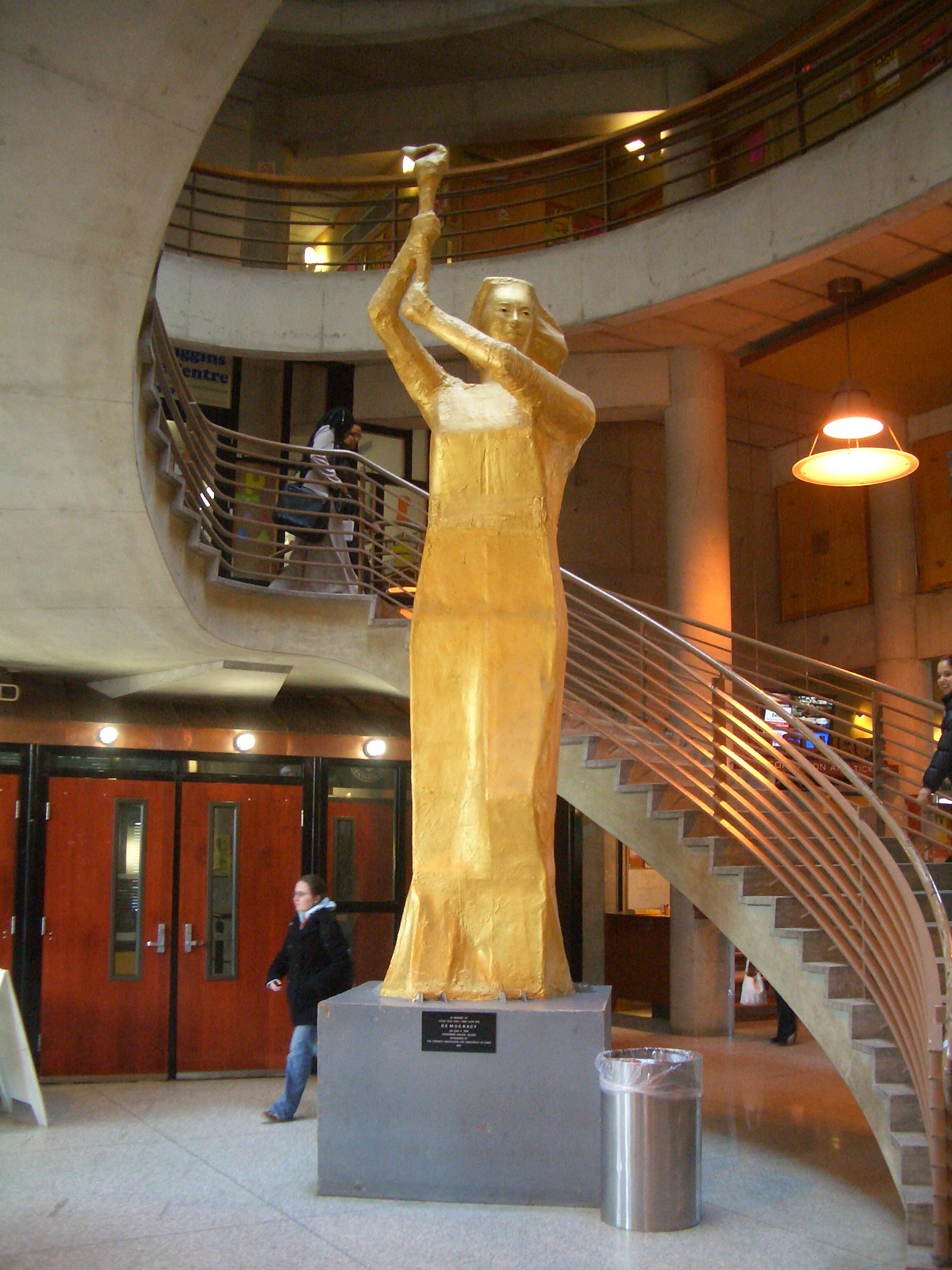
Université York à Toronto.
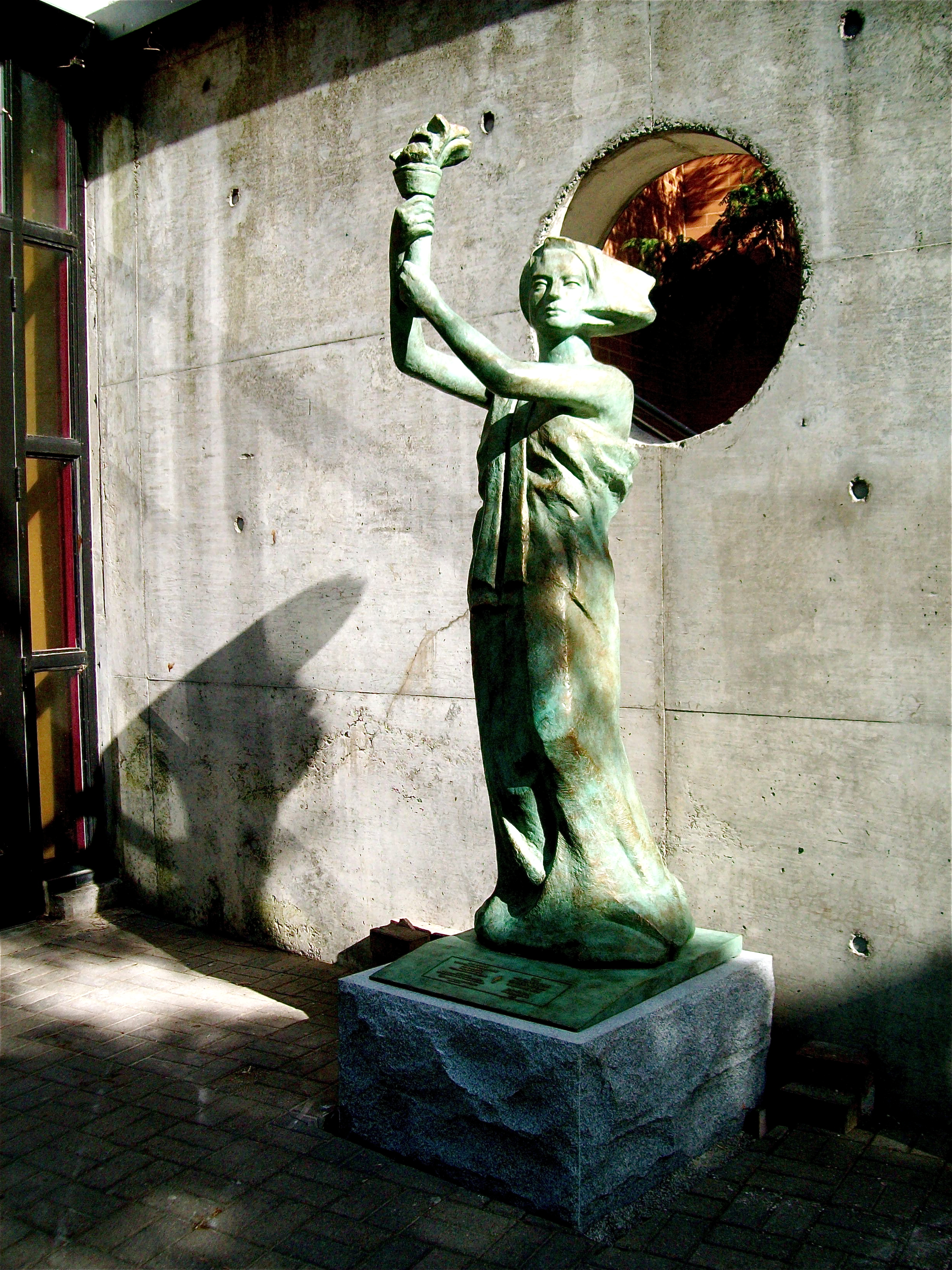
Deuxième sculpture de l'université York.
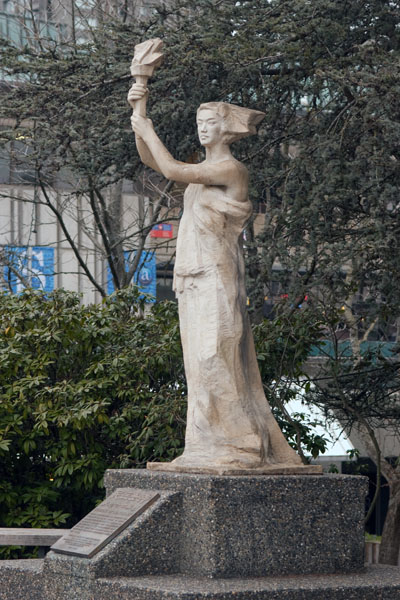
Université de la Colombie-Britannique à Vancouver.
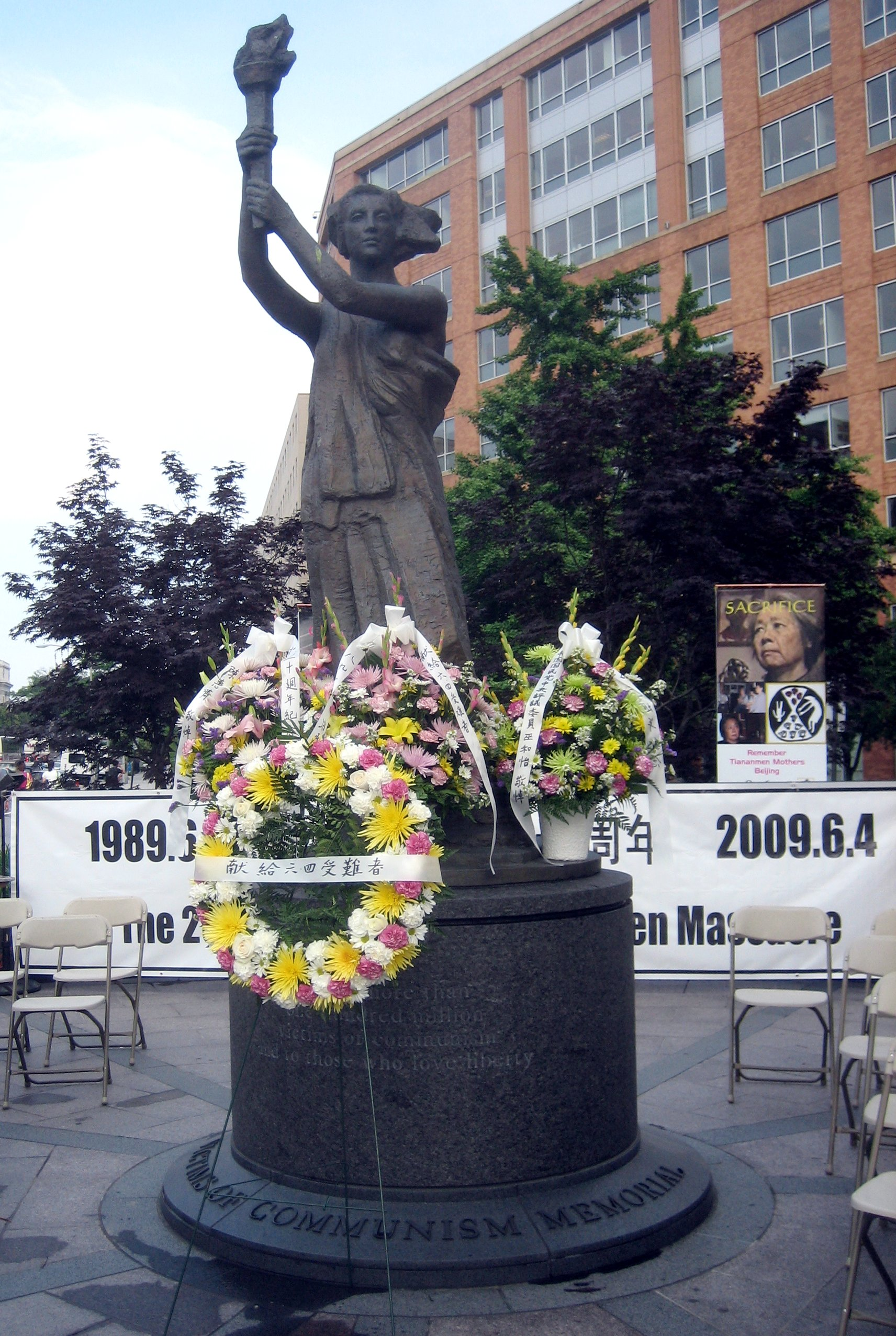
Monument aux victimes du communisme à Washington